# 보은 보은사 석조여래입상
보은 보은사 석조여래입상(報恩 報恩寺 石造如來立像)은 충청북도 보은군 보은읍, 보은사에 있는 고려시대의 불상이다. 2009년 12월 4일 충청북도의 유형문화재 제312호로 지정되었다.

## 개요
보은사는 삼년산성 北門址 안쪽에 위치한 사찰로 1970년에 간행된 『報恩郡誌』에 의하면 1902년 朴鏡荷 스님이 창건하였음을 알 수 있다.
보은사터는 '성재절터'로 불리고 있어 이전부터 존재하였을 것으로 보이며 통일신라시대 행궁터로 추정되기도 한다.
보은사 석조 여래입상은 일제강점기 보은읍 대야리 미륵댕이 산에서 옮겨 현재에 이르고 있으며 조성 시기는 고려시대 전기로 추정된다.
이 불상은 보은사 법당에 본존불과 별도로 봉안되어 있으며 목과 허리부분이 훼손되어 현재 3부분을 시멘트로 접합한 상태로 어깨이하의 佛身 부분은 원래의 것으로 허리부분이 절단되기는 하였으나 보존 상태가 양호하여 조성당시의 彫刻과 불상양식을 뚜렷하게 보여주고 있다.
불상의 수인은 轉輪法印으로 보이며 오른손은 合掌하여 3, 4번째 손가락을 접고 있고, 왼손은 內掌하여 오른손과 동일하게 3, 4번째 손가락을 접고 있다.
大衣는 通肩으로 전후 면에 걸쳐 조각된 옷 주름선이 융기되어 양감을 보여주며 목에는 三道가 남아있고 발은 裙衣 밖으로 나온듯하나 현재는 파손되었다.
동체의 조각기법과 상호의 조각기법에서 상이점을 보이고 있어 전체적으로 볼 때 조화롭지는 않으나 수인의 형상과 전면은 물론 배면에까지 이른 옷 주름의 유려함 등으로 볼 때 고려시대의 소작으로 추정된다.
그러나 조성 당시의 상호가 마멸된 상태에서 새로운 불두를 제작하여 결합한 것이 아니라 원래의 불두를 재사용하기 위해 다듬는 과정에서 얼굴이 작아지고 상호의 앞뒷면이 평평해져 조선시대 민불과 같은 형태로 변모된 것으로 보인다. 상호와 동체의 조각기법에서 현저한 차이를 보이고는 있으나 충실한 신체의 표현과 옷 주름의 양감 등 석조불상의 양식연구에 훌륭한 자료이다.

## 참고 자료
- 보은 보은사 석조여래입상 - 국가유산청 국가유산포털